# Vorges-les-Pins
Vorges-les-Pins är en kommun i departementet Doubs i regionen Bourgogne-Franche-Comté i östra Frankrike. Kommunen ligger i kantonen Boussières som tillhör arrondissementet Besançon. År 2022 hade Vorges-les-Pins 571 invånare.

## Befolkningsutveckling
Antalet invånare i kommunen Vorges-les-Pins
Referens:INSEE